# Dubbel goud
Dubbel goud is een verzamelalbum van Gerard Cox uit 2001. Het werd uitgegeven in een tijd dat er geen nieuw zangwerk van Cox meer verscheen. 

## Muziek
| Nr. | Titel                              | Duur |
| --- | ---------------------------------- | ---- |
| 1.  | 1948 (Toen was geluk heel gewoon)  |      |
| 2.  | Die goeie ouwe tijd                |      |
| 3.  | Dans op die oude manier            |      |
| 4.  | Samen op de Charloise Lagedijk     |      |
| 5.  | Een mooi verhaal                   |      |
| 6.  | Wim                                |      |
| 7.  | Zullen we ritselen                 |      |
| 8.  | Tot ik bij je ben                  |      |
| 9.  | Droeve Lisa                        |      |
| 10. | Als ik 65 ben                      |      |
| 11. | Je moet je verdriet verbijten      |      |
| 12. | Als ik in je hart kon kijken       |      |
| 13. | Voor mijn dochtertje               |      |
| 14. | 't Is weer voorbij die mooie zomer |      |
| 15. | Morgen wordt het beter             |      |
| 16. | Ik kom d’r al weer aardig overheen |      |

| Nr. | Titel                                                     | Duur |
| --- | --------------------------------------------------------- | ---- |
| 1.  | Romeo en Julio                                            |      |
| 2.  | Airport song                                              |      |
| 3.  | Fantasieën van een vader                                  |      |
| 4.  | Tegen de tijd dat ‘k in Parijs ben                        |      |
| 5.  | Jij en ik tegen de rest                                   |      |
| 6.  | Die laaielichter                                          |      |
| 7.  | 'n Lekker Hollands liedje                                 |      |
| 8.  | Effe eentje tussendoor                                    |      |
| 9.  | Coen                                                      |      |
| 10. | Bejaardentehuis                                           |      |
| 11. | Wat jammer toch dat alles altijd overgaat                 |      |
| 12. | Het koele water                                           |      |
| 13. | De commensaal                                             |      |
| 14. | Onze Linda                                                |      |
| 15. | Allemaal zijn we kapitalisten                             |      |
| 16. | Brief van een ouwe moeder aan haar zoon die in de cel zit |      |